# Eschweilera amazonica
Eschweilera amazonica là một loài thực vật có hoa trong họ Lecythidaceae. Loài này được R.Knuth mô tả khoa học đầu tiên năm 1939.